# 坂戸島田氏
坂戸島田氏（さかどしまだし）は美濃守護の一族であった土岐満貞の後裔で、三河国設楽郡島田庄（現在の愛知県新城市大字愛郷島田）に住居して以来、「島田」を称したという。島田利秀の子・島田重次が徳川家康に仕え武蔵国坂戸を知行し、本拠地を坂戸に移した。以降、江戸幕府を支える旗本として名をはせ、明治時代が始まるまで代々徳川家に仕え続けた。

## 一族
- 島田重次
- 島田守政
- 島田直時